# Temporada da AFL de 1965
A Temporada de 1965 da AFL foi a sexta temporada regular da American Football League.
A temporada terminou quando o Buffalo Bills derrotou o San Diego Chargers na AFL Championship Game. Na temporada seguinte, a AFL se juntaria com a NFL para firmar o AFL-NFL World Championship Game, que viria a ser conhecido como Super Bowl.

## Corrida pela divisão
A AFL tinha 8 times, agrupados em duas divisões. Cada time jogava uma partida como mandante e outra como visitante contra os outros 7 times da liga, totalizando assim 14 jogos na temporada e o melhor time de cada divisão se enfrentaria na final. Se houvesse um empate, aconteceria um pequeno playoff para ver quem levaria a divisão.
| Semana | EASTERN           |        | WESTERN          |       |
| ------ | ----------------- | ------ | ---------------- | ----- |
| 1      | Empate (Buf, Hou) | 1-0-0  | Empate (Oak, SD) | 1-0-0 |
| 2      | Empate (Buf, Hou) | 2-0-0  | SAN DIEGO        | 2-0-0 |
| 3      | BUFFALO           | 3-0-0  | SAN DIEGO        | 2-0-1 |
| 4      | BUFFALO           | 4-0-0  | SAN DIEGO        | 3-0-1 |
| 5      | BUFFALO           | 4-1-0  | SAN DIEGO        | 4-0-1 |
| 6      | BUFFALO           | 5-1-0  | SAN DIEGO        | 4-0-2 |
| 7      | BUFFALO           | 6-1-0  | SAN DIEGO        | 5-0-2 |
| 8      | BUFFALO           | 6-2-0  | SAN DIEGO        | 5-1-2 |
| 9      | BUFFALO           | 7-2-0  | SAN DIEGO        | 6-1-2 |
| 10     | BUFFALO           | 8-2-0  | SAN DIEGO        | 6-2-2 |
| 11     | BUFFALO           | 8-2-0  | SAN DIEGO        | 6-2-2 |
| 12     | BUFFALO           | 8-2-1  | SAN DIEGO        | 6-2-3 |
| 13     | BUFFALO           | 9-2-1  | SAN DIEGO        | 7-2-3 |
| 14     | BUFFALO           | 10-2-1 | SAN DIEGO        | 8-2-3 |
| 15     | BUFFALO           | 10-3-1 | SAN DIEGO        | 9-2-3 |

## Classificação
| Eastern Division |    |    |   |      |     |     |
| Time             | V  | D  | E | PCT  | PF  | PS  |
| *Buffalo Bills   | 10 | 3  | 1 | .769 | 313 | 226 |
| New York Jets    | 5  | 8  | 1 | .385 | 285 | 303 |
| Boston Patriots  | 4  | 8  | 2 | .333 | 244 | 302 |
| Houston Oilers   | 4  | 10 | 0 | .286 | 298 | 429 |

| Western Division    |   |    |   |      |     |     |
| Time                | V | D  | E | PCT  | PF  | PS  |
| *San Diego Chargers | 9 | 2  | 3 | .818 | 340 | 227 |
| Oakland Raiders     | 8 | 5  | 1 | .615 | 298 | 239 |
| Kansas City Chiefs  | 7 | 5  | 2 | .583 | 322 | 285 |
| Denver Broncos      | 4 | 10 | 0 | .286 | 303 | 392 |

* — Qualificado para o Championship Game.

## AFL Championship Game
- Buffalo Bills 23, San Diego Chargers 0, 26 de dezembro de 1965, Balboa Stadium, San Diego, Califórnia